# 障害物競走 (陸上競技)
障害物競走（しょうがいぶつきょうそう）は、トラックの周回上に設置された障害物や水濠を越えていく陸上競技。競技規則（Technical Rules：TR）23で定められている。英語ではスティープルチェイス（Steeplechase）といい、略称は「SC」である。
トラック上には障害物（通常障害）と水濠（水濠障害）が設置される。障害物競走（TR23）の「障害物」はレーンごとに設置するものではなく、ハードル競走（TR22）のハードルとは規格が異なる（競技規則上も競技ごとに「ハードル」と「障害物」を区別している）。

## 距離
障害物競走の標準距離は2,000メートルと3,000メートルである（TR23.1）。
- 3,000メートル競走（3000メートル障害、3000mSC）
  - 3,000メートル競走は、障害物を28回、水濠を7回越える（TR23.2）[1]。
- 2,000メートル競走（2000メートル障害、2000mSC）
  - 2,000メートル競走は、障害物を18回、水濠を5回越える（TR23.4）[1]。

## 障害物（通常障害）
障害物の標準の高さは、男子が914ミリメートル（±3ミリメートル）、女子が762ミリメートル（±3ミリメートル）、幅は少なくとも3メートル940とされている（TR23.5）。
障害物の最上部のバーと水濠に接した障害物の最上部のバーは127ミリメートルの正方形とされている（TR23.5）。

## 水濠（水濠障害）
水濠は障害物を含めて、長さが3メートル660（±20ミリメートル）、幅が3メートル660（±20ミリメートル）とされている。
また、水濠の水深について国際基準では「障害物に接する側の水濠の水深は進行方向に約1m200㎜にわたり500㎜（±50㎜）」とされている。新ルールで水深は700ミリメートルから500ミリメートルへと減じられている。

## 障害物の通過方法
競技者は水濠を越えるか、水濠に入って進み、すべての障害物を越えなければ失格となる（TR23.7）。短距離のハードルと異なり、障害物は足をかけても倒れない。特に水濠に接した障害物の幅は3メートル660（±20mm）で、水平に移動しないようにグラウンドに強固に固定されていなければならないとされている（TR23.5）。
以下の場合も失格となる。
1. 水濠のある場所で、水濠の左右を問わず、水濠以外の地面を踏んだとき（TR23.7.1）[1]。
2. 障害物を通過するときに、足または脚が障害物の外側のバー水平面より低い位置にあるとき（TR23.7.2）[1]。